# Vũ Danh Tòng
Vũ Danh Tòng (sinh năm 1947) là một chiến sĩ được truy tặng danh hiệu Anh hùng Lực lượng vũ trang nhân dân.

## Thân thế
Vũ Danh Tòng sinh năm 1947 tại Nam Định. Năm 1970, ông được biên chế vào Đại đội 4, Tiểu đoàn 172, Trung đoàn 64, Sư đoàn 361, Quân chủng Phòng Không - Không quân vượt Trường Sơn vào chiến trường Đông Nam Bộ tham gia kháng chiến chống Mỹ.

## Binh nghiệp
Ông nhập ngũ năm 1971, vượt Trường Sơn, tham gia chiến đấu tại chiến trường Đông Nam Bộ đến năm 1975. Ông được biên chế vào Đại đội 4, Tiểu đoàn 172, Trung đoàn 64, Sư đoàn Phòng không 361. Từ năm 1972 đến năm 1975, ông cùng đơn vị Tiểu đoàn 172 tham gia nhiều trận đánh lớn tại các tỉnh Đông Nam bộ.

## Vinh danh - khen thưởng
- Chủ tịch nước truy tặng danh hiệu Anh hùng lực lượng vũ trang nhân dân (năm 2018).
- Ông được tặng thưởng Huân chương Kháng chiến, Huân chương Chiến công Giải phóng, Huân chương Chiến sĩ giải phóng.
- Danh hiệu Dũng sĩ - diệt máy bay Mỹ ngụy.

## Danh hiệu của đồng đội
Đồng đội A72 được nhà nước phong tặng, truy tặng Anh hùng Lực lượng vũ trang nhân dân:
Anh hùng Đại đội 3 Tiểu đoàn 172:
- Hoàng Văn Quyết
- Trần Văn Xuân
- Phan Kim Kỳ
- Bùi Anh Tuấn
- Nguyễn Văn Thoa
- Nguyễn Ngọc Chiến
- Nguyễn Quang Lộc

Anh hùng Đại đội 4 Tiểu đoàn 172:
- Vũ Danh Tòng
- Nguyễn Văn Toản
- Trần Quang Thắng